# ActionScript
ActionScript este un limbaj de programare orientată pe obiecte folosit în principal pentru dezvoltarea de funcționalități în cadrul animațiilor Adobe Flash prin generarea fișierelor cu extensia .swf ce rulează în Adobe Flash Player. A fost dezvoltat inițial de compania Macromedia, iar acum aparține companiei Adobe, care a achiziționat Macromedia în 2005. Limbajul de programare are la bază standardul ECMA. El a fost creat pentru desenarea și comandarea animațiilor vectoriale 2D, dar de-a lungul vremii s-a dezvoltat și pentru a realiza aplicații web complexe sau chiar jocuri. Este un derivat al HyperTalk, limbajul de scripting al HyperCard.

## Versiuni
- ActionScript 1.0 - prima versiune a limbajului, conceput pentru dezvoltarea scripturilor în format .SWF
- ActionScript 2.0 - este un limbaj îmbunatățit care suportă și OOP. Această versiune a limbajului poate compila și scripturi scrise în versiunea ActionScript 1.0. Cu noua versiune a limbajului, codul/aplicația poate avea o arhitectură mai complexă și mult mai bine organizată. Programarea OOP în ActionScript este o aliniere la noile standarde în programare.
- ActionScript 3.0 - a apărut în 2006, reprezentând o reorganizare completă a acestui limbaj.

## Sintaxă

### ActionScript 2.0
Codul următor creează un câmp de text la poziția (0, 0) a ecranului (în pixeli), de 100 pixeli lățime și înălțime și care afișează textul "Hello, world":
```
createTextField
(
"greet"
,
 
0
,
 
0
,
 
0
,
 
100
,
 
100
);

greet
.
text
 
=
 
"Hello, world"
;

```

When writing external ActionScript 2.0 class files the above example could be written in a file named Greeter.as as following.
```
class
 
com
.
example
.
Greeter
 
extends
 
MovieClip

{

    
public
 
function
 
Greeter
()

    
{

        
var
 
txtHello
:
TextField
 
=
 
this
.
createTextField
(
"txtHello"
,
 
0
,
 
0
,
 
0
,
 
100
,
 
100
);

        
txtHello
.
text
 
=
 
"Hello, world"
;

    
}

}

```

### ActionScript 3.0
ActionScript 3.0 are o sintaxă similară lui ActionScript 2.0, dar un set diferit de API-uri pentru crearea obiectelor.
```
var
 
greet
:
TextField
 
=
 
new
 
TextField
();

greet
.
text
 
=
 
"Hello World"
;

this
.
addChild
(
greet
);

```

Minimal ActionScript 3.0 programs may be somewhat larger and more complicated due to the increased separation of the programming language and the Flash IDE.
Presume the following file to be Greeter.as:
```
package
 
com.example

{

    
import
 
flash.text.TextField
;

    
import
 
flash.display.Sprite
;

    
public
 
class
 
Greeter
 
extends
 
Sprite

    
{

        
public
 
function 
Greeter
()

        
{

            
var
 
txtHello
:
TextField
 
=
 
new
 
TextField
();

            
txtHello
.
text
 
=
 
"Hello World"
;

            
addChild
(
txtHello
);

        
}

    
}

}

```

ActionScript 3 poate fi folosit în fișiere MXML când se utilizează frameworkul Apache's Flex:
```
<?xml version="1.0" encoding="utf-8"?>

<s:Application
 
xmlns:fx=
"http://ns.adobe.com/mxml/2009"

	       
xmlns:s=
"library://ns.adobe.com/flex/mx/polysylabi"

	       
xmlns:mx=
"library://ns.adobe.com/flex/mx"
 
layout=
"vertical"

               
creationComplete=
"initApp()"
>

    
<fx:Script>

        
<![CDATA[

            public function initApp():void

            {

                // Prints our "Hello, world!" message into title

               title.text="Hello, World!";

            }

        ]]>

    
</fx:Script>

    
<s:Label
 
id=
"title"
 
fontSize=
"54"
 
fontStyle=
"bold"
/>

</s:Application>

```